# Det grå guld
 Denne artikel omhandler metaforen "det grå guld". Opslagsordet har også en anden betydning, se Det grå guld (film).
Det grå guld er en metaforisk betegnelse anvendt om ældre, der befinder sig på kanten af arbejdsmarkedet. Generelt i politiske sammenhænge refererer begrebet til dem, hvis evner på den ene eller den anden måde kunne udnyttes bedre. En rask person som er pensioneret i en alder af 62 år ville høre under denne betegnelse; vedkommende er stadig i stand til at yde en normal fysisk eller psykisk arbejdsindsats.
Især i årtiet op til finanskrisen blev betegnelsen hyppigt anvendt af danske politikere, idet den historisk lave arbejdsløshed havde gjort arbejdskraft til en mangelvare, og her så man det grå guld som en mulig lindring af efterspørgslen.
I afsætningsverden bliver metaforen brugt til at beskrive det ældre segment som består af folk i alderen 50+. Stigende velstand gør at de ældre har stigende disponible formuer (mange befinder sig på Maslows pyramide-top), større uddannelse og bedre helbred (og formentlig stærk selvrealiserings-fokusering). De ældres mærkepræferencer og forbrugsvaner er større; formentlig ofte væsentlig større end hos mange i de yngre aldersgrupper. 